# ジョアン・ジルベルト・イン・トーキョー
『ジョアン・ジルベルト・イン・トーキョー』（João Gilberto in Tokyo）は、ジョアン・ジルベルトが2004年に発表したライブ・アルバム。2003年9月12日の東京公演を収録しており、日本で先行発売された。

## 解説
ジョアン・ジルベルトにとって初となる日本公演のうち、2日目に当たる9月12日の東京公演を収録。演奏はすべて、ジルベルトのアコースティック・ギター弾き語りによるもので、他のミュージシャンは参加していない。
当初の予定では、ライブ・アルバムを制作するという話はなかったが、ジルベルト自身の希望により、9月12日公演がCD化されることになった。ジルベルト自身がコンサートの確認用に録音していたDATを音源としており、当日マイクのバランスが悪かった3曲と、DATにデジタル・ノイズが混ざっていた6曲を外して、この15曲が収録されるに至った。

## 収録曲
1. アコンテッシ・キ・エウ・ソウ・バイアーノ - "Acontece que Eu Sou Baiano" (Donival Caymmi) - 2:56
2. 瞑想 - "Meditação" (Tom Jobim, Newton Mendonça) - 5:33
3. ドラリッシ - "Doralice" (Antônio Almeida, D. Caymmi) - 3:16
4. コルコヴァード - "Corcovado" (T. Jobim) - 4:32
5. まなざし - "Este Seu Olhar" (T. Jobim) - 4:34
6. イスト・アキ・オ・キ・エー? - "Isto Aqui o que É ?" (Ary Barroso) - 4:29
7. ウェイヴ - "Wave" (T. Jobim) - 4:36
8. マダムとの喧嘩はなんのため? - "Pra que Discutir com Madame?" (Janet de Almeida, Haroldo Barbosa) - 6:01
9. リジア - "Ligia" (T. Jobim) - 5:37
10. ロウコ - "Louco" (Henrique de Almeida, Wilson Batista) - 4:38
11. 紙風船 - "Bolinha de Papel" (Geraldo Pereira) - 4:08
12. ホーザ・モレーナ - "Rosa Morena" (D. Caymmi) - 5:35
13. アデウス・アメリカ - "Adeus América" (Geraldo Jaques, H. Barbosa) - 5:12
14. プレコンセイト - "Preconceito" (Marino Pinto, W. Batista) - 3:55
15. 十字架のもとで - "Aos Pés da Cruz" (M. Pinto, Zé da Zilda) - 3:56